# Can Joher
Can Joher és un edifici de Flaçà (Gironès). La porta d'aquest edifici és una obra inclosa a l'Inventari del Patrimoni Arquitectònic de Catalunya.

## Descripció
És una porta forana emmarcada per carreus de pedra, que presenten la mateixa motllura en els brancals i la llinda. Els carreus de la línia d'arrencament de la llinda, ajuden a salvar la llum de l'obertura, prenent una forma curvilínia. La llinda està formada per una pedra d'una sola peça, amb una orla en baix relleu, representat motius geomètrics i religiosos.

## Història
La porta forma part de la casa del C/ Sant Josep nº 14, anomenada La Grifa o Can Joher. Aquest edifici estava dividit en dos estatges, el més gran fou destinat a caserna de la Guardia Civil fins 1925, mentre que a l'altre hi vivia la família Teixidor, que es dedicava a teixir llençols de fil. A la inscripció de la llinda hi figura l'any 1624 sobre el nom de "MARTIRIA SALAMIA", voltant l'orla.